# محاسن فتوح
محاسن هلا فتوح (مواليد 27 أغسطس 1989)  رافعة أثقال لبنانية. مثلت لبنان في دورة الألعاب الأولمبية الصيفية 2020 في طوكيو في اليابان. تنافست في سباق 76 كيلوجراماً للسيدات ، وحصلت على المركز التاسع في المجموعة. ولدت في الولايات المتحدة ، وتمثل لبنان ، موطن والدها.

## المسيرة المهنية
بدأ شغف محاسن هلا فتوح برياضة رفع الأثقال عندما كانت في المرحلة الثانوية، وواظبت على تمارينها قدر المستطاع حتى استطاعت أن تحسّن من أدائها.
شاركت في منافسات بطولة العالم لرفع الأثقال للسيدات على وزن 63 كيلوجراماً عام 2014 و 2015 و 2017. كما شاركت في منافسات السيدات على وزن 64 كيلوجراماً عامي 2018 و 2019. في أبريل 2021 ، شاركت في بطولة آسيا لرفع الأثقال 2020 التي أقيمت في طشقند ، أوزبكستان. شاركت في سباق في ألعاب البحر الأبيض المتوسط 2022 التي أقيمت في وهران ، الجزائر للسيدات لوزن 71 كيلوجراماً .
استطاعت اللبنانية محاسن هلا فتوح، من خلال مشاركتها في دورة الألعاب الأولمبية بطوكيو 2020، أن تحسن ترتيبها العام الذي تأهلت بفضله إلى خوض الأولمبياد في رياضة رفع الأثقال للسيدات تحديداً على وزن 76 كيلوغراماً، كما حسّنت أرقامها. كما حققت الرباعة اللبنانية المركز الثالث في منافسات رفع الأثقال للسيدات لوزن 76 كيلوغراماً، في أولمبياد طوكيو 2020.
ورفعت محاسن هلا فتوح 93 كيلوجراماً في فئة الخطف حيث حلّت في المركز 11 من أصل 13 متنافسة، ورفعت 124 كيلوجراماً في النتر فحلّت في المركز السابع، وبإجمالي 217 كيلوجراماً، فحلت في المرتبة التاسعة في المجموع على بُعد 46 كيلوجراماً من الإكوادورية باتريسيا داجوميز باريرا التي جمعت 263 كيلوجراماً ونالت الذهبية.